# Premis Grabby Awards
Els Premis Grabby (en anglès: Grabby Awards) són uns premis que dona la indústria del cinema pornogràfic gai. Tenen lloc anualment en la ciutat de Chicago per premiar el treball fet per la indústria pornogràfica gai. Els premis són promocionats per la revista Grab Magazine. Els premis Grabby i la revista Grab Magazine pertanyen al grup Grabbys, LLC.

## Començaments
Els seus començaments daten de 1991 quan els primers premis Grabbys (abans coneguts com a Adult Erotic Gai Video Awards) es van afegir en el darrer número de la revista Gai Chicago Magazine de 1991. Segons "Big Daddy" Ferguson, fundador del Gai Chicago Magazine i creador dels premis, els Grabbys són; "una manera de destacar certs aspectes dels videos de l'any anterior que, en la nostra opinió, mereixen una atenció especial."
Els premis van evolucionar i van madurar, i en el seu segon any es van afegir nous premis més tradicionals com "Millor Video de l'Any" i "Millor Guió". L'any 1993, el tercer lliurament de premis va incloure la "Millor Actuació Ètnica" i la "Millor Correguda", i es va produir el primer empat per un premi entre Falcon Studios i Kristen Bjorn Productions pel "Millor Video de l'Any". El premi a la "Millor Direcció" es va afegir en l'any 1994, juntament amb el "Millor Video Internacional", la "Millor Escena de Sexe", el "Millor Video Bisexual", i el "Premi a la Més Gran", que va ser guanyat pel canadenc Kevin Dean.

## Primera cerimònia de premis
El dissabte 20 de maig de 1998 es van presentar els Grabbys per primera vegada a Chicago on s'havia celebrat el Concurs Internacional de Mister Cuir (en anglès Mr. Leather) durant 20 anys, el seu fundador Chuck Renslow va pensar que incloure els Grabbys suposaria un augment addicional d'entreteniment pels milers d'assistents al concurs de "Mister Cuir".